# Joan Rivers: A Piece of Work
A Joan Rivers: A Piece of Work 2010-es amerikai dokumentumfilm, amely Joan Rivers humorista életéről és karrierjéről szól. A filmben Melissa Rivers, Don Rickles és Kathy Griffin is szerepelnek.
A film világpremierje 2010. január 25-én volt a Sundance Film Festivalon, és 2010. június 11-én jelent meg az IFC Films gondozásában.

## Cselekmény
A film Joan Rivers életének tizennégy hónapját mutatja be.

## Szereplők
Mindannyian önmaguk szerepében jelennek meg.
- Joan Rivers
- Melissa Rivers
- Kathy Griffin
- Don Rickles

## Megjelenés
A film világpremierje 2010. január 25-én volt a Sundance Film Festivalon. Nem sokkal később az IFC Films megszerezte a vetítési jogokat. A Tribeca Film Festivalon és a San Franciscói Nemzetközi Filmfesztiválon is bemutatták. 2010. június 11-én korlátozott ideig a mozikban is megjelent.

### Fogadtatás
A nyitó hétvégéjén 164.351 ezer dolláros bevételt hozott, és 7 moziban vetítették.
A film pozitív kritikákat kapott. A Rotten Tomatoes oldalán 92%-ot ért el 108 kritika alapján, és 7.65 pontot szerzett a tízből. A Metacritic honlapján 79 pontot szerzett a százból, 34 kritika alapján.